# Kramarenkî, Kremenciuk
Kramarenkî (în ucraineană Крамаренки) este un sat în comuna Zapsillea din raionul Kremenciuk, regiunea Poltava, Ucraina.

## Demografie
Componența lingvistică a localității Kramarenkî
     Ucraineană (88,54%)
     Rusă (11,46%)
Conform recensământului din 2001, majoritatea populației localității Kramarenkî era vorbitoare de ucraineană (88,54%), existând în minoritate și vorbitori de rusă (11,46%).